# Темні альви
Темні альви, також дварфи і цверги (давньосканд. Dökkálfar) — у скандинавській міфології раса, що є відгалуженням альвів. Нижчі природні духи (імовірно, душі померлих), що мали стосунок до родючості.
У «Старшій Едді» мали схоже походження з асами й не поділялись на світлих, темних та чорних.
Скандинавські легенди оповідають, що в незапам'ятні часи цверги були черв'яками в тілі величезного велетня Іміра, з якого було створено світ. У «Старшій Едді» говориться, що вони були створені з крові і кісток богатиря Бриміра, який, ймовірно, і є тим самим Іміром.
Цверги мешкали в землі і каменях, вони боялися сонячного світла, що перетворювало їх на камінь, у володіння їм була віддана земля Нідавеллір. Ці істоти були дуже майстерні в різних ремеслах, вони створювали чарівні вироби для богів: молот Мйольнір, спис Гунгнір, золоте волосся Сів, намисто Брісінгамен, корабель Скідбладнір та ін.

## Відомі темні альви
Альвіс — мудрий цверг, що сватався до дочки бога Тора Труда і хитрістю Тора перетворений на камінь.
Андварі — творець магічного кільця сили і скарбів Нібелунгів з викраденого ним золота рейнських дів.
Двалін — викував спис Гунгнір, корабель Скідбладнір і золоте волосся для богині Сів.
Брокк і Ейтрі — творці вепра Гуллінбурсті із золотою щетиною для бога Фрейра.
Альфріг, Двалін, Берлінг, Грер — творці знаменитого чарівного намиста Брісінгамен.
Сідрі — викував молот Мйольнір і створив каблучку Драупнір.
Цверги Аустрі, Вестрі, Нордрі, Судрі — підтримують небо по чотирьох сторонах світу (землі).

## «Молодша Едда»

### Видіння Ґюльві
У «Молодшій Едді» темні та світлі альви показані у розділі 17 книги «Видіння Ґюльві». У цьому розділі Ганглері (переодягнений король Гилфі) розпитує Високого. Той одного разу відповідає, що на небі є багато прекрасних місць, в тому числі місце, яке називається Альвгейм (давньосканд. Álfheimr «ельфійський дім» або «світ ельфів»). Високий говорить, що світлі альви живуть в Альвгеймі, тоді як темні мешкають під землею і виглядаю зовсім на відмінно від світлих.
Строфа 17:
Тоді запитав Ганглері:
«Багато чудесного можеш ти повідати про небо.

Що там ще є чудесного, окрім джерела?»
Високий (Одін): Відповідає:
"Немало там красивих осель.
Серед них одне — Альвгейм.
Там мешкають істоти, що звуться світлими альвами.
Темні альви живуть під землею, в них інша подоба,
й зовсім інша природа.
Світлі альви подобою своєю прекрасніші сонця,

а темні — чорніші за смолу.